# Lolita Limura
Juliti „Lolita” Limura (grec. Ιουλίτη „Λολίτα” Λύμουρα; ur. 10 marca 1985 w Pireusie) – grecka koszykarka, reprezentantka kraju, występująca na pozycji rozgrywającej.

## Osiągnięcia
Stan na 29 marca 2024, na podstawie, o ile nie zaznaczono inaczej.

### Drużynowe
- Mistrzyni:
  - EuroCup (2010)[3]
  - Grecji (2010–2012, 2021)[3][4][5][6]
- Wicemistrzyni Grecji (2014, 2016, 2019, 2022)[7][8][9]
- 3. miejsce w Eurocup (2011)
- Zdobywczyni Pucharu Grecji (2007, 2010–2012)[5]
- Finalistka Pucharu Grecji (2016, 2018)

### Indywidualne
(* – nagrody przyznane przez portal eurobasket.com)
- Największy postęp ligi greckiej (2009, 2013)*[3][10]
- Najlepsza koszykarka, występująca na pozycji obronnej (2014, 2015, 2021)*[7][11][6]
- Zaliczona do*:
  - I składu:
    - ligi greckiej (2015, 2021, 2022)[11][6][9]
    - defensywnego ligi greckiej (2021, 2022)[6][9]
    - zawodniczek krajowych ligi greckiej (2014, 2015, 2019, 2021, 2022)[7][11][8][6][9]
    - najlepszych nowo przybyłych zawodniczek ligi greckiej (2009)[3]

  - II składu ligi greckiej (2014, 2019, 2020)[7][8][12]
  - III składu ligi greckiej (2017)[13][14]
  - honorable mention ligi greckiej (2011, 2012)[4][5]
- Uczestniczka meczu gwiazd ligi greckiej (2011)[4]
- Liderka w asystach ligi greckiej (2014 – 5,9, 2020 – 8,5, 2021 – 7,1)[7][12][6]

### Reprezentacja
Seniorska
- Uczestniczka:
  - mistrzostw:
    - świata (2010 – 11. miejsce, 2018 – 11. miejsce)[15][16]
    - Europy (2003 – 9. miejsce, 2005 – 10. miejsce, 2009 – 5. miejsce, 2015 – 10. miejsce, 2017 – 4. miejsce)[17][18][19][20][21]

  - igrzysk śródziemnomorskich (2009 – 4. miejsce)
  - kwalifikacji do Eurobasketu (2007, 2013, 2015, 2017, 2019)

Młodzieżowe
- Uczestniczka:
  - mistrzostw Europy:
    - U–20 (2005 – 4. miejsce)
    - U–18 (2002 – 7. miejsce)[22]
    - U–16 (1999 – 7. miejsce, 2001 – 11. miejsce)

  - kwalifikacji do Eurobasketu:
    - U–20 (2004)
    - U–18 (2002)
    - U–16 (1999, 2001)